# Freycinetia tenella
Freycinetia tenella är en enhjärtbladig växtart som beskrevs av Huynh. Freycinetia tenella ingår i släktet Freycinetia och familjen Pandanaceae. Inga underarter finns listade.